# Melzericium bourdotii
Melzericium bourdotii är en svampart som beskrevs av Jülich 1976. Melzericium bourdotii ingår i släktet Melzericium och familjen Atheliaceae.   Inga underarter finns listade i Catalogue of Life.